# Tartessops warisensis
Tartessops warisensis är en insektsart som beskrevs av Evans 1981. Tartessops warisensis ingår i släktet Tartessops och familjen dvärgstritar. Inga underarter finns listade i Catalogue of Life.